# Carlos Pérez Ferré
Carlos Pérez Ferré   (Alcoi, 1958), també conegut com a Carles Pérez Farré, és un director de cinema valencià.
Llicenciat en Psicologia, va decidir dedicar-se al cinema i va començar com a ajudant de direcció de Gerard Gormezano i José Luis Guerín. El 1982 va debutar com a director amb Héctor, el estigma del miedo, amb la que va participar al a secció "Nous realitzadors" del Festival Internacional de Cinema de Sant Sebastià 1982 i en la que va guanyar el premi a la millor fotografia. El 1987 va dirigir Quimera, fortament atacada per la crítica, i el 1991 va dirigir Tramontana amb motiu del 750è aniversari de la conquesta de València, amb Emma Suárez i Jorge Sanz. El 1997 va dirigir Best-Seller, el premio i el 2005 el telefilm Viure sense por, que fou nominada als Premis Iris de 2006. Posteriorment s'ha dedicat a dirigir per televisió.

## Filmografia
- Héctor, el estigma del miedo (1982)
- Quimera (1987)
- Tramontana (1991)
- Best-Seller, el premio (1997)
- Viure sense por (2005)
- El cas reiner (2009)
- Nada es para siempre (2000)
- Amar en tiempos revueltos (2005-2012)